# Rezerwat przyrody Krowia Wyspa
Krowia Wyspa – faunistyczny rezerwat przyrody znajdujący się na terenie gmin Wilków i Kazimierz Dolny w województwie lubelskim. Rezerwat leży w obrębie Kazimierskiego Parku Krajobrazowego i obejmuje położoną na Wiśle Krowią Wyspę, piaszczyste mielizny i wody przybrzeżne. Nazwa „Krowia Wyspa” pochodzi stąd, że w przeszłości okoliczni gospodarze wywozili na wyspę bydło, które pasło się tu wolno przez całe lato.
- powierzchnia: 62,30 ha[2], z tego ok. 30 ha sama Krowia Wyspa[4];
- rok utworzenia: 1991;
- dokument powołujący: Zarządzenie Ministra Ochrony Środowiska, Zasobów Naturalnych i Leśnictwa z 9 października 1991 roku w sprawie uznania za rezerwat przyrody (MP nr 38, poz. 273);
- przedmiot ochrony (według aktu powołującego): zachowanie stanowisk lęgowych wielu gatunków ptaków.

Do gniazdujących na wyspie ptaków należą m.in.: ostrygojad, sieweczka obrożna, sieweczka rzeczna, czajka, mewa białogłowa, mewa czarnogłowa, mewa pospolita, rybitwa zwyczajna, rybitwa białoczelna, cyranka, cyraneczka i tracz nurogęś.